# Quedius fuliginosus
Quedius fuliginosus (лат.) — вид коротконадкрылых жуков рода Quedius из подсемейства Staphylininae (Staphylinidae). Западная Палеарктика, в том числе Россия (до Енисея и Бурятии).

## Описание
Мелкие жуки с укороченными надкрыльями и удлиненным телом, длина около 1 см (от 10 до 15 мм). 
От близких видов (Quedius curtipennis, Quedius altaicus, Quedius subunicolor, Quedius meridiocarpathicus) отличается относительно крупными размерами, гладким скутеллюмом, чёрными или реже красноватыми надкрыльями. Вершинная доля эдеагуса (дорсально) парамер заострённая, ряды сенсорных щетинок расширяются медиально от латерального края; латеральные края срединной доли апикально скрыты под парамерами. Формула лапок 5-5-5. Голова округлая, более узкая, чем переднеспинка. Передняя часть тела (голова и пронотум) блестящая. 
Вид был впервые описан в 1802 году. Включён в состав номинативного подрода Quedius s. str. (по признаку цельного переднего края лабрума) вместе с видами Q. curtipennis, Q. subunicolor, Q. meridiocarpathicus и Q. balticus.